# Zelena jesetra
Zelena jesetra (lat. Acipenser medirostris) vrsta jesetre uz pacifičku obalu Sjeverne Amerike, od Aleuta i Aljaskog zaljeva do Ensenade u Meksiku. česta je u eaastuarijima i donjim tokovima velikih rijeka.

## Opis vrste
Maslinaste je do tamnosive boje. Naraste do 270 cm, a najteži izvagani primjerak imao je 159 kg. Može živjeti do 60 godina. Vjerojatno se mrijesti u slatkoj vodi.

## Ugroženost i zaštita
Smanjen rizik.